# Olin Howland
Olin Ross Howland (* 10. Februar 1886 in Denver, Colorado; † 20. September 1959 in Hollywood, Kalifornien) war ein US-amerikanischer Film- und Theaterschauspieler.

## Leben und Karriere

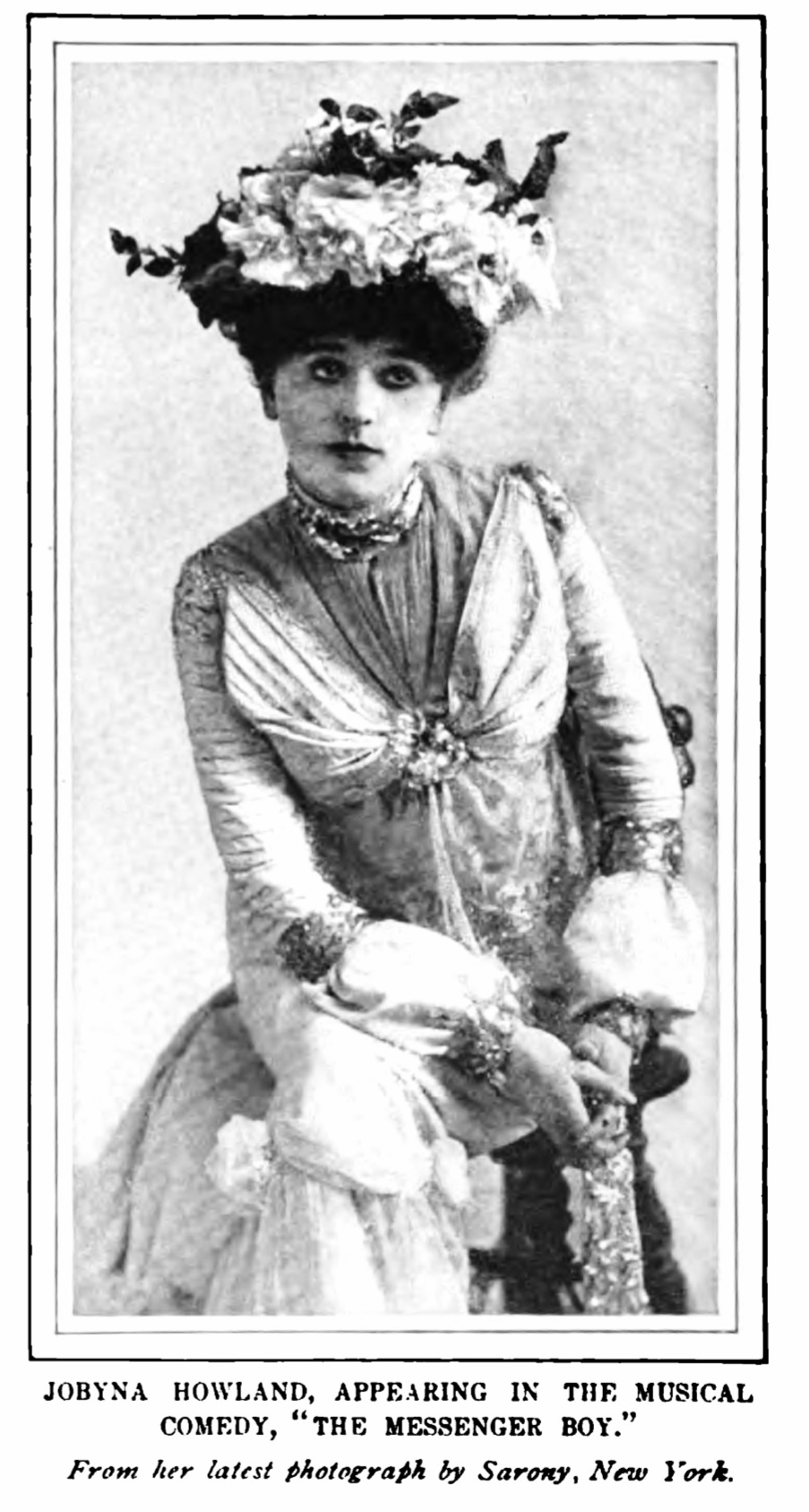
Howland folgte seiner Schwester Jobyna (Foto) ins Schauspielgeschäft, die zu ihrer Zeit eine beliebte Theaterschauspielerin war

Olin Howland wurde als Sohn von Mary Ann Bunting und ihrem Ehemann Joby A. "Happy" Howland (1849–1939) geboren, der als einer der jüngsten Teilnehmer des Sezessionskrieges gilt. Olin folgte seiner älteren Schwester Jobyna Howland (1880–1936), einer bekannten Theaterschauspielerin, ins Schauspielgeschäft. Am Broadway wurde Howland vor allem durch komödiantische Rollen in Musicals bekannt. Insgesamt spielte er zwischen 1909 und 1928 in einem Dutzend Stücken am Broadway. 1918 gab Howland sein Filmdebüt und spielte einige Hauptrollen, allerdings sollte er erst mit Beginn des Tonfilmes regelmäßig im Filmgeschäft arbeiten.
1931 gelangte Howland nach Hollywood, wo er wegen seiner eigenwilligen Gesichtszüge zumeist kauzige oder urige Figuren verkörperte, sowohl gutmütiger als auch bösartiger Natur. In den Anfangsjahren spielte Howland vor allem für Warner Brothers. Er kam nur selten über kleinere Nebenrollen hinaus und viele seiner Rollen erhielten keinen Credit im Abspann. Gelegentlich wurde er auch unter dem Pseudonym Olin Howlin in Filmen angekündigt. Olin Howland gehörte zu den Lieblingsschauspielern des Filmproduzenten David O. Selznick, der ihm mehrere der besten Rollen seiner Filmkarriere gab: In Denen ist nichts heilig (1937) spielte er einen lakonischen Gepäckträger, in Toms Abenteuer (1938) den prügelenden Schulmeister Mr. Dobbins und in Vom Winde verweht (1939) einen Carpetbagger-Geschäftsmann.
In den 1940er-Jahren spielte Howland sowohl kleinere als auch größere Nebenrollen in zahlreichen Western von Republic Pictures. Er spielte bei diesem Studio unter anderem in Der Draufgänger von Boston und Der schwarze Reiter an der Seite von John Wayne. Er spielte in gleich zwei Verfilmungen des Romans Little Women von Louisa May Alcott die Rolle des Lehrers Mr. Davis (1933 und 1949). Im Jahr 1952 absolvierte er seinen ersten Fernsehauftritt in der Serie Hopalong Cassidy und spielte in den folgenden Jahren in über einem Dutzend Fernsehserien. Er verkörperte die Rolle des Charley Perkins in fünf Folgen der beliebten Serie The Real McCoys. Seine bekanntesten Filmrollen der 1950er-Jahre hatte Howland in den Sci-Fi-Filmen Formicula (als betrunkener Alter) und Blob – Schrecken ohne Namen. In Blob wird er von einer gallertartigen Substanz angegriffen und aufgefressen, es wurde seine letzte von insgesamt rund 200 Filmrollen.
Im Privatleben begeisterte Howland sich für das Fliegen. Er besuchte in den 1910er-Jahren die Wright Flying School der berühmten Brüder Wright und flog unter anderem mit einer Wright Model B. Howlands vorletzter Film Lindbergh – Mein Flug über den Ozean von Billy Wilder handelte ebenfalls um das Fliegen. Er arbeitete bis zu seinem Tod als Schauspieler und verstarb 1959 im Alter von 73 Jahren.

## Filmografie (Auswahl)
- 1918: Hick Manhattan (Kurzfilm)
- 1924: Das Heldenmädchen von Trenton (Janice Meredith)
- 1924: Broadway Fieber (The Great White Way)
- 1925: Zander the Great
- 1931: Over the Hill
- 1932: So Big
- 1933: Vier Schwestern (Little Women)
- 1934: Die Schatzinsel (Treasure Island)
- 1934: Pioniere des Westens (Wagon Wheels)
- 1934: Marie Galante
- 1935: Folies Bergère de Paris
- 1935: Tolle Marietta (Naughty Marietta)
- 1935: The Case of the Curious Bride
- 1935: Love Me Forever
- 1935: The Case of the Lucky Legs
- 1935: Dr. Socrates
- 1936: Kleine Stadt mit Tradition (I Married a Doctor)
- 1936: Mr. Trent schlägt dem Alter ein Schnippchen (The Big Noise)
- 1936: The Case of the Velvet Claws
- 1936: Der Satan und die Lady (Satan Met a Lady)
- 1936: Gold Diggers of 1937
- 1937: Ein Stern geht auf (A Star Is Born)
- 1937: Stella Dallas
- 1937: Mr. Dodd geht nach Hollywood (Stand-In)
- 1937: Denen ist nichts heilig (Nothing Sacred)
- 1938: Swing Your Lady
- 1938: Toms Abenteuer (The Adventures of Tom Sawyer)
- 1938: Wie leben wir doch glücklich! (Merrily We Live)
- 1938: Im goldenen Westen (The Girl of the Golden West)
- 1938: Mr. Moto und der Wettbetrug (Mr. Moto’s Gamble)
- 1938: The Mad Miss Manton
- 1938: Brother Rat
- 1938: Sweethearts
- 1939: Ein ideales Paar (Made for Each Other)
- 1939: Zenobia, der Jahrmarktselefant (Zenobia)
- 1939: Blondie Brings Up Baby
- 1939: Das zweite Leben des Dr. X (The Return of Doctor X)
- 1939: Vom Winde verweht (Gone with the Wind)
- 1940: Der junge Edison (Young Tom Edison)
- 1940: Hochzeit wider Willen (The Doctor Takes a Wife)
- 1940: Der Tod des alten Zirkuslöwen (Chad Hanna)
- 1941: Vertauschtes Glück (The Great Lie)
- 1941: Verfluchtes Land (The Shepherd of the Hills)
- 1941: Die Königin der Banditen (Belle Starr)
- 1941: Mit einem Fuß im Himmel (One Foot in Heaven)
- 1941: Die Frau mit den zwei Gesichtern (Two-Faced Woman)
- 1941: Schrecken der zweiten Kompanie (You’re in the Army Now)
- 1942: Blondie’s Blessed Event
- 1942: Die Narbenhand (This Gun for Hire)
- 1942: Der Draufgänger von Boston (In Old California)
- 1942: 10 Leutnants von West-Point (Ten Gentlemen from West Point)
- 1942: Her Cardboard Lover
- 1942: Orchestra Wives
- 1943: Dixie
- 1943: The Sky’s the Limit
- 1943: Jack London
- 1944: Die Abenteuer Mark Twains (The Adventures of Mark Twain)
- 1944: Der Morgen gehört uns (And Now Tomorrow)
- 1944: Laurel und Hardy: Die Leibköche seiner Majestät (Nothing but Trouble)
- 1944: Das Lied des goldenen Westens (Can’t Help Singing)
- 1944: Ich werde dich wiedersehen (I’ll Be Seeing You)
- 1945: It’s in the Bag!
- 1945: Die tollkühnen Abenteuer des Captain Eddie (Captain Eddie)
- 1945: Incendiary Blonde
- 1945: Liebe in der Wildnis (Dakota)
- 1945: Mord in der Hochzeitsnacht (Fallen Angel)
- 1945: Sing Your Way Home
- 1946: Die seltsame Liebe der Martha Ivers (The Strange Love of Martha Ivers)
- 1947: Der schwarze Reiter (Angel and the Badman)
- 1947: Liebe auf den zweiten Blick (Living in a Big Way)
- 1947: Hyänen der Prärie (Wyoming)
- 1947: Brennende Grenze (The Fabulous Texan)
- 1947: Vierzehn Jahre Sing-Sing (I Walk Alone)
- 1948: Blut und Gold (Relentless)
- 1948: Die Rückkehr des Whistler (The Return of the Whistler)
- 1948: Abenteuer im Wilden Westen (The Dude Goes West)
- 1948: Gangster der Prärie (Station West)
- 1948: Sein Engel mit den zwei Pistolen (The Paleface)
- 1948: Pferdediebe am Missouri (Last of the Wild Horses)
- 1949: Die Goldräuber von Tombstone (Bad Men of Tombstone)
- 1949: Kleine tapfere Jo (Little Women)
- 1949: Ritter Hank, der Schrecken der Tafelrunde (A Connecticut Yankee in King Arthur’s Court)
- 1949: Kopfpreis 5000 Dollar (Hellfire)
- 1949: Der Mann, der zu Weihnachten kam (Mr. Soft Touch)
- 1949: Diebstahl in Irland (Top o’ the Morning)
- 1950: Der Nevada-Mann (The Nevadan)
- 1950: A Ticket to Tomahawk
- 1950: Mississippi-Express (Rock Island Trail)
- 1950: Never a Dull Moment
- 1951: Unsichtbare Gegner (Santa Fe)
- 1954: Formicula (Them!)
- 1954: Ein neuer Stern am Himmel (A Star Is Born)
- 1955: I Love Lucy (Fernsehserie, Folge 4x13)
- 1955: Wolkenstürmer (The McConnell Story)
- 1956: Corky und der Zirkus (Circus Boy, Fernsehserie, Folge 1x01)
- 1957: Lindbergh – Mein Flug über den Ozean (The Spirit of St. Louis)
- 1957: Der Sturmreiter (The Storm Rider)
- 1957: Bomber B-52 (Bombers B-52)
- 1958: Blob – Schrecken ohne Namen (The Blob)
- 1958–1959: The Real McCoys (Fernsehserie, 5 Folgen)
- 1959: Vater ist der Beste (Father Knows Best, Fernsehserie, Folge 6x01)